# کیم مین گی
کیم مین گی (کره‌ای: 김민기؛ زادهٔ ۲۲ نوامبر ۲۰۰۲) بازیگر اهل کره جنوبی است. او بیشتر به خاطر ایفای نقش در زیبایی حقیقی (۲۰۲۰) و زیر چتر ملکه (۲۰۲۲) شناخته می‌شود.

## فیلم‌شناسی

### مجموعه تلویزیونی
| سال  | عنوان                  | نقش                           | توضیحات           |
| ---- | ---------------------- | ----------------------------- | ----------------- |
| ۲۰۲۰ | زیبایی حقیقی           | لی جو یونگ                    | [ ۲ ] [ ۳ ]       |
| ۲۰۲۱ | پسران راکتی            | جونگ این سول                  | [ ۴ ] [ ۳ ] [ ۵ ] |
| ۲۰۲۱ | پادشاه اشک لی بانگ وون | شاهزاده چونگ‌نیونگ / شاه سجونگ | [ ۶ ] [ ۳ ]       |
| ۲۰۲۲ | زیر چتر ملکه           | شاهزاده بوگوم                 | [ ۷ ] [ ۳ ]       |

### مجموعه اینترنتی
| سال  | عنوان                     | نقش          | منابع       |
| ---- | ------------------------- | ------------ | ----------- |
| ۲۰۲۰ | دمای زبان: نوزده سالگی ما | مین گیونگ هو | [ ۸ ] [ ۵ ] |
| ۲۰۲۰ | پاپ اوت بوی               | هان یی دون   | [ ۸ ] [ ۵ ] |
| ۲۰۲۱ | کارآموز بزرگسال           | چوی کانگ جون | [ ۹ ] [ ۳ ] |

### برنامه تلویزیونی
| سال  | عنوان       | نقش        | توضیحات   | منابع  |
| ---- | ----------- | ---------- | --------- | ------ |
| ۲۰۲۱ | پسران راکتی | اعضای کلاب | قسمت ۱–۱۲ | [ ۱۰ ] |

## جوایز و نامزدی‌ها
| مراسم جوایز              | سال  | دسته                                            | نامزد / اثر | نتیجه | منابع  |
| ------------------------ | ---- | ----------------------------------------------- | ----------- | ----- | ------ |
| جوایز سرگرمی فرهنگ کره‌ای | ۲۰۲۱ | جایزه تازه‌کار سال                               | کیم مین گی  | برنده | [ ۱۱ ] |
| جوایز جایزه بزرگ کره     | ۲۰۲۱ | ۱۰ شخصی که در کره درخشیدند – بازیگر مرد تازه‌کار | کیم مین گی  | برنده | [ ۱۲ ] |
| جوایز درامای اس‌بی‌اس      | ۲۰۲۱ | بهترین تیم مکمل                                 | پسران راکتی | برنده | [ ۱۳ ] |